# WU LYF
I WU LYF (pronunciato "Woo Life", acronimo di World Unite Lucifer Youth Foundation) sono stati un gruppo musicale inglese, originario di Manchester, attivo dal 2008 al 2012.
La band, inizialmente nota per essere avvolta nel mistero dal momento che i suoi membri rifiutavano le richieste di interviste e rilasciavano scarse informazioni alla stampa, ha definito la propria musica "heavy pop".

## Storia del gruppo

### Gli inizi (2008-2010)
La band si è formata nell'estate del 2008 ed era composta da "Jeau" (Joe Manning), "Lung" (Tom McClung), "Elle Jaie" (Ellery Roberts) e "Evnse" (Evans Kati).
Il primo concerto della band fuori Manchester si è tenuto nel luglio 2010 al MIDI Festival, nella Costa Azzurra. Tra le esibizioni successive vi sono quelle ai Rencontres Trans Musicales di Rennes, al Transmediale di Berlino e gli spettacoli a Glasgow e Londra.
Nel luglio del 2010 la band ha annunciato la fondazione della "Lucifer Youth Foundation" (LYF), offrendo ai nuovi membri iscritti un vinile da 12" contenente le tracce Concrete Gold e Heavy Pop, una «bandiera di fedeltà da bandito» e una «dichiarazione d'intenti firmata».

### L'album di debutto (2011)
La band ha iniziato a registrare l'album di debutto nel novembre del 2010, utilizzando il denaro raccolto grazie alle adesioni alla LYF. Non soddisfatta dal suono ottenuto dalla convenzionale registrazione in studio, ha deciso di registrare l'album all'interno di una vecchia chiesa dismessa, la St. Peter's Church nel quartiere di Ancoats, a Manchester. La quantità di spazio aperto nella chiesa ha permesso una certa dose di riverbero, fondamentale per le sonorità dell'album.
In seguito la band ha rifiutato tutte le offerte da parte di etichette discografiche affermate e il 13 giugno 2011 ha pubblicato autonomamente il proprio album di debutto, intitolato Go Tell Fire to the Mountain e autoprodotto, attraverso l'etichetta discografica LYF Recordings da loro fondata. Contestualmente all'uscita del disco, la band si è esibita in diversi spettacoli nel Regno Unito, ottenendo il plauso della critica. In particolare, il gruppo ha suonato nel Great Bridgewater Street Tunnel durante il Manchester International Festival.

### Lo scioglimento (2012)
Il 24 novembre 2012 è stato pubblicato su YouTube un video di una nuova traccia della band, T R I U M P H, accompagnato da una lettera del frontman Ellery Roberts, in cui dichiarava: «[Il progetto] WU LYF è morto per me. La sincerità di Go Tell Fire [to the Mountain] si è persa con la stronzata di salvare la faccia nel mondo in cui viviamo». Rivolgendosi agli altri membri della band, affermava: «Me ne vado. [...] WU LYF non è così importante. Quindi fate quello che volete fare. Se volete suonare insieme, suonate! Siete musicisti di talento perciò non sprecatelo. Sono stufo che la cosa più impegnativa nel progetto WU LYF sia illudermi della sua rilevanza. [...] Se in futuro arriverà il momento in cui tutti vorremo veramente collaborare a qualcosa, allora quella porta sarà sempre aperta. Non ho altro che amore per tutti voi. Ma voglio vivere una vita che sia vera per me».
Nello stesso periodo in cui il video è apparso, la pagina Facebook del gruppo è stata cancellata.

### Dopo lo scioglimento
Dopo lo scioglimento, i rimanenti membri dei WU LYF hanno continuato a suonare con il nome di Los Porcos, pubblicando tre tracce tra il 2013 e il 2014, seguite dall'EP Porco Mio nel 2015.
In seguito, Tom McClung ha dato inizio al progetto solista Francis Lung, mentre Evans Kati e Joe Manning hanno fondato i Dream Lovers, esibendosi per la prima volta al MIDI Festival nel 2015.
Nel 2013 Ellery Roberts ha pubblicato da solista il brano Kerou's Lament. Successivamente, nel 2014 lui e la fidanzata Ebony Hoorn hanno formato i LUH, acronimo di "Lost Under Heaven". Il loro album di debutto, intitolato Spiritual Songs for Lovers to Sing, è stato co-prodotto da The Haxan Cloak ed è stato pubblicato nel 2016 da Mute Records.

## Formazione
- Ellery James Roberts – voce principale, organo
- Evans Kati — voce, chitarra, armonica
- Tom McClung — voce, basso, chitarra
- Joe Manning — batteria, pianoforte

## Discografia

### Album
- 2011 – Go Tell Fire to the Mountain (CD e LP)

### Singoli
- 2010 –  Heavy Pop / Concrete Gold (12")
- 2011 –  Dirt (CD promozionale)
- 2011 – We Bros (12")
- 2012 – T R I U M P H

## Accoglienza
La stampa si è inizialmente interessata alla band focalizzandosi sulla scarsità di informazioni relative ad essa e ai suoi membri. The New York Observer ha descritto il fenomeno come un «anonimato accuratamente studiato». Daniel Kolitz, critico per la stazione radio KCRW, ha messo in evidenza la loro «capacità di mantenere un alone di mistero in un tempo in cui tutto è alla luce del sole». La rivista NME l'ha scelta come una delle «nuove band che definiranno il 2011». Stereogum ha presentato i WU LYF come una «band da seguire» nel maggio del 2010. L'edizione italiana della rivista Rolling Stone li ha descritti come «la cult band del momento in Inghilterra», che «sposa energia rock e surrealismo ultrapop, psichedelia anni 70 ed elettronica anni 80 a tematiche d'impegno sociale, antropologiche e ambientali». La rivista olandese Kicking the Habit ha descritto le loro sonorità come quelle di un «Tom Waits in una chiesa, accompagnato da un garage rock da sballo».
Col passare del tempo, la stampa si è interessata maggiormente alle loro esibizioni dal vivo intense e catartiche. Pitchfork ha assegnato a Go Tell Fire to the Mountain un punteggio di 8,4 e il riconoscimento di "miglior nuova musica", affermando che «le stesse cose che li fanno sembrare giovanili (l'instabilità artistica e personale, la parvenza di una compagnia itinerante più che di una band, lo stimolo ad assecondare i propri impulsi più inquietanti e ciò nonostante a sentirsi moralmente superiori a una maggioranza indefinita) sono le stesse cose che ti elettrizzano veramente». Nel 2011 Zane Lowe di BBC Radio 1 ha scelto il brano Dirt per la sua classifica "Hottest Record".